# Río Izki
El río Izki es un afluente del río Ega, perteneciente a la cuenca del Ebro, que discurre en su totalidad por la provincia de Álava cruzando la comarca de la Montaña Alavesa. Nace en el parque natural de Izki y se dirige hacia el Este pasando por los pueblos de Corres y Bujanda para desembocar en el río Ega cerca de Santa Cruz de Campezo .
Forma parte de la ZEC (Zona de Especial Conservación) Ega de Azaceta, ES2110020) y en cuanto a especies faunísticas de interés, destaca la presencia de visón europeo (Mustela lutreola), mamífero catalogado "en peligro de extinción". También está presente en sus aguas otro mustélido que en los últimos años está viendo como sus poblaciones se recuperan: la nutria (Lutra lutra), por lo cual ha sido catalogado como Área de Interés Especial para la Especie en el Plan de Gestión redactado por la Diputación Foral de Álava.

## Recorrido
El río Izki tiene una longitud de 15,74 km y constituye el eje hidrológico central del P.N. de Izki, ocupando su cuenca cerca de un 60 % de la superficie del mismo. La práctica totalidad de su cuenca se sitúa en una extensa zona arbolada ocupada por arenas, configurando un valle caracterizado por la existencia de un gran número de cursos de agua de pequeño recorrido. Al llegar a una zona abrupta dominada por calcarenitas en las cercanías de Corres, el valle se encajona en el barranco de Corres, un bello desfiladero situado entre los montes Soila (990 m) y la Muela (1056 m) que se abre hasta llegar a una amplia llanura aluvial en su confluencia con el río Ega junto a la Central de Electricidad de Antoñana. En ese punto su caudal medio anual es de 610 l/s. En verano el estiaje puede llegar a ser muy marcado sufriendo fuertes descensos en periodos secos continuados, llegándose a agostar en algunos tramos. En cuanto a aprovechamientos hidráulicos es de destacar la infraestructura hidráulica instalada en el barranco del río Izki consistente en una presa (presa de Aranbaltza) de la que parte un canal superficial que transporta de media unos 200-300 l/s. Otro canal semejante parte desde el río Ega, al norte del pueblo de Atauri. Ambos canales se unen en un depósito superficial situado cerca de Bujanda, cuya altitud (con una diferencia de cota de cerca de 70 m) es aprovechada por una pequeña central hidroeléctrica en Antoñana, construida en 1905 y que ha vuelto a ser puesta en funcionamiento en el año 2014.